# ديفيد شوبرت
ديفيد شوبرت (بالإنجليزية: David Schubert)‏ هو شاعر أمريكي، ولد في 1913، وتوفي في 1946.